# Jürgen Haufe

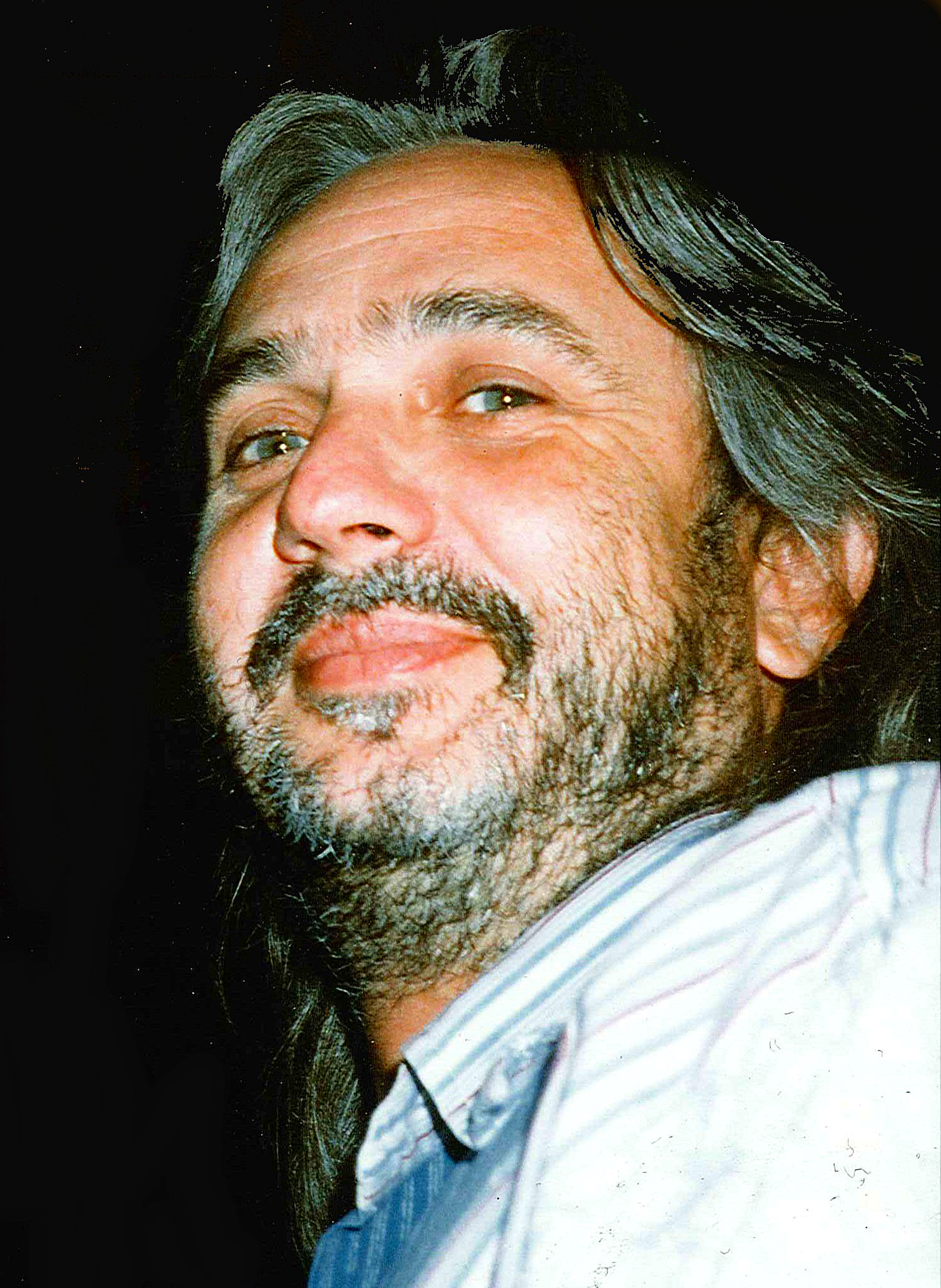
Jürgen Haufe 1998

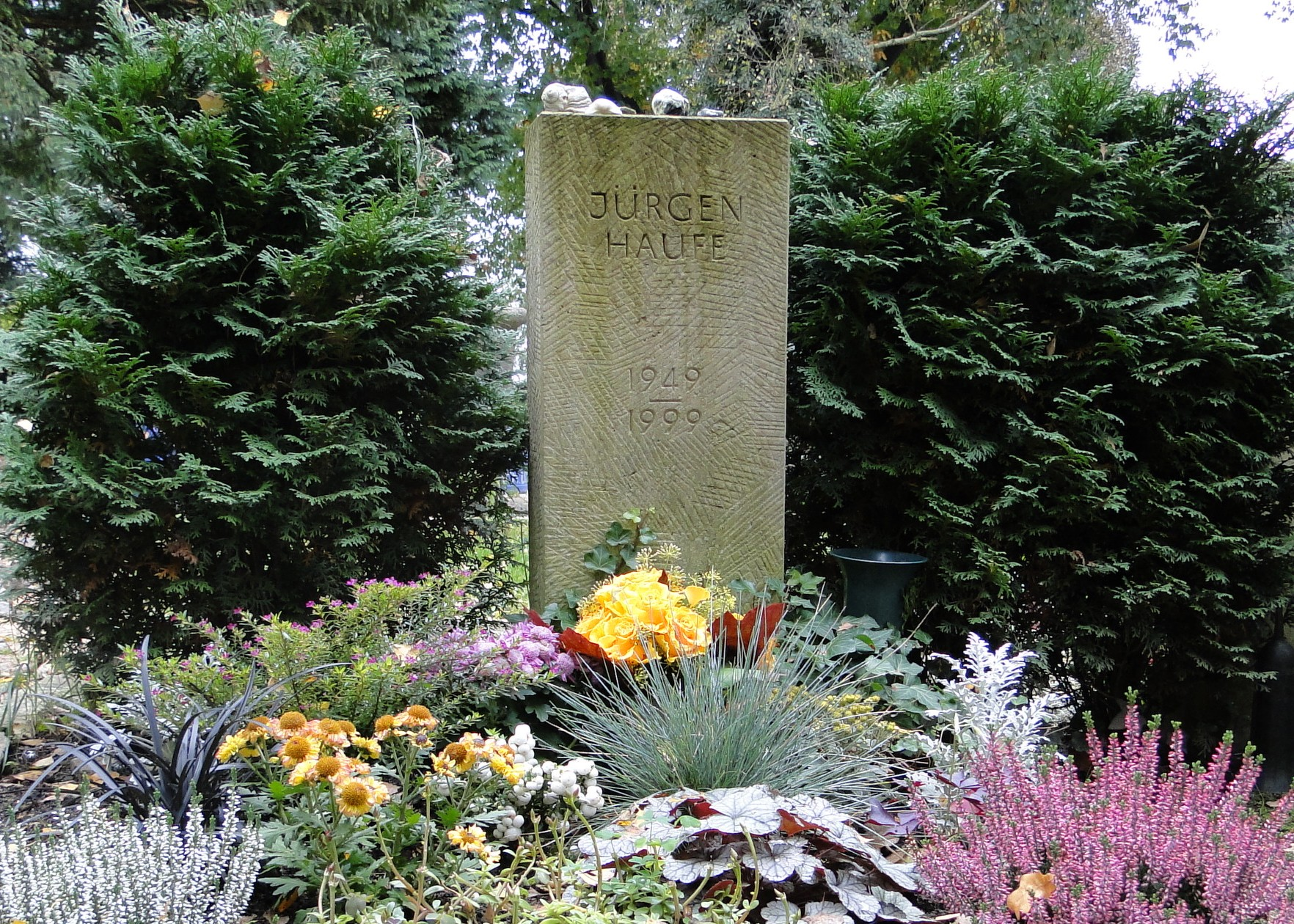
Grab Jürgen Haufes auf dem Loschwitzer Friedhof (nicht erhalten)

Jürgen Haufe (* 15. Oktober 1949 in Ohorn; † 12. September 1999 in Dresden) war ein deutscher Grafiker, Typograf, Maler und Hochschullehrer.

## Leben
Haufe absolvierte ab 1966 eine Lehre als Gebrauchswerber, arbeitete dann in seinem Beruf und leistete bis 1971 Wehrdienst in der NVA. Von 1971 bis 1974 studierte er Gebrauchsgrafik bei Heinz Lehmann (?) und Wulff Sailer an der Fachschule für Werbung und Gestaltung Berlin-Oberschöneweide. Nach dem Studium war er bis 1976 Grafiker bei der Deutschen Werbe- und Anzeigengesellschaft in Dresden und dann in Dresden und Radeberg freischaffend als Gebrauchsgrafiker tätig.
Von 1996 bis zu seinem Tod hatte er eine Professur für Typografie und Buchgestaltung an der Hochschule für Bildende Künste Dresden.
Haufe wurde auf dem Loschwitzer Friedhof beigesetzt; das Grab ist nicht erhalten.
Der Jazzgitarrist Joe Sachse widmete Haufe auf seiner 1999 erschienenen Platte Ballade für Jimi Metag den Titel „On line-springworm für Jürgen Haufe“.

## Wirken
Jürgen Haufe prägte die Kultur der Werbegrafik der DDR, Ostdeutschlands und darüber hinaus die künstlerische Landschaft Deutschlands mit Plakaten, freier Grafik, mit Drucken, Collagen, mit Buchgestaltungen und freier Malerei.
Er ist vor allem durch Plakate für die Leipziger Jazztage, für den Dresdner Jazzherbst, die Plakate für „Jazz in der Philharmonie“ in Ludwigshafen am Rhein, für Premieren im Staatsschauspiel Dresden und in der Staatsoperette Dresden, für die Filmnächte am Elbufer und für den Dresdner Striezelmarkt, aber auch für seine freien Grafiken, Collagen und Malerei, Performance-Dokumentationen und Fotografien bekannt geworden.

Jürgen Haufe entwarf das Logo des Jazzclub Tonne

Des Weiteren gestaltete Haufe Schallplattenhüllen für das Label AMIGA, unter anderem für Platten der Puhdys (Computer-Karriere), Stern Meißen (LPs Weißes Gold, Der weite Weg, Reise zum Mittelpunkt des Menschen, Spiegelbild, Stundenschlag, Taufrisch, Nächte), Lift (Spiegelbild), electra (Tausend und ein Gefühl) und Floh de Cologne sowie für Jazz-LPs unter anderem von Manfred Schoof (Manfred Schoof Orchester). Haufes letztes entworfenes Plattencover war das für Helmut Joe Sachses CD Ballade für Jimi Metag, die 1999 erschien.
Haufe gelang es, in seinem Werk die zweckorientierten Formen des Grafikdesign und freiere Kunstformen verbinden zu können. Sein Vermögen, schwungvolle, expressive gebrauchsgrafische Lösungen ebenso wie rasante, dynamische Statements auf dem Gebiet der freieren Grafik und Malerei sowie des Action Painting zu schaffen, war eine seiner Besonderheiten.

## Mitgliedschaften
- 1976 bis 1990: Verband Bildender Künstler der DDR
- ab 1990: Sächsischen Künstlerbund e. V.
- ab 1991: Bund Deutscher Grafik-Designer

## Museen und öffentliche Sammlungen mit Plakaten Haufes (unvollständig)
- Berlin: Deutsches Historisches Museum
- Berlin: Kunstbibliothek – Staatliche Museen zu Berlin
- Berlin: Akademie der Künste
- Dresden: Verkehrsmuseum[1]
- Dresden: Staatliche Kunstsammlungen Dresden
- Essen: Deutsches Plakatmuseum
- Toyama: Museum für moderne Kunst Toyama
- Warschau: Wilanów-Museum

## Ausstellungen
Zu Lebzeiten
Im Jahr 1978 fand die erste Einzelausstellung Haufes in der Galerie „Kunst der Zeit“ in Dresden statt. Bis zu seinem Tod folgten 16 weitere Einzelausstellungen.
Haufe war zudem an zahlreichen Gruppenausstellungen beteiligt, so 1977/78, 1982/83 und 1987/88 an den Kunstausstellungen der DDR in Dresden, an der Internationalen Plakat Biennale in Warschau (Polen), an der Internationalen Biennale des Grafik-Designs Brno (Tschechische Republik bzw. CSSR), im Art Museum Lahti (Finnland), an der Internationalen Grafik-Biennale Ljubljana (Slowenien bzw. Jugoslawien), an der Internationalen Poster-Triennale Toyama (Japan), an der Wanderausstellung Deutscher Plakate Ogaki, Osaka, Tokio (Japan) und an der Internationalen Jazzplakatausstellung Willisau (Schweiz).
Postum
- 1999: „Zeichen“ – Technische Sammlungen Dresden (5. bis 29. Oktober 1999)
- 2002: „Faszination Jazz. Fotos, Skizzen, Malerei“ – König & Bauer, Radebeul (13. September bis 25. November 2002)
- 2003: „Späte Arbeiten“ – Galerie Art+Form, Dresden (30. März bis 8. Mai 2003)
- 2003: „Musik-Theater-Leben“ – Galerie in der Villa Eschebach (Volksbank Raiffeisenbank), Dresden (16. April bis 6. Juni 2003)
- 2005/2006: „Plakate“ – Stadtarchiv Dresden (12. Dezember 2005 bis 20. Januar 2006)
- 2007: „Jazzgrafiken von Matthias Schwarz und Jürgen Haufe“ – Eberswalde (25. April bis 30. Mai 2007)
- 2009/2010: „Jürgen Haufe“ – Paleis a/d Blijmarkt, Zwolle (Niederlande)
- 2014: „Jürgen Haufe – Grafik; Matthias Creutziger – Fotografie“ – Kunstverein, Einnehmerhaus, Freital (5. Oktober 2014 bis 9. November 2014)
- 2019: „Spot an – Arbeiten aus dem Nachlaß von Jürgen Haufe“ – Galerie Klinger, Liegau-Augustusbad (14. September bis 2. November 2019)
- 2019: „Gegen die Stille – Malerei und Grafik von Jürgen Haufe“ – Galerie Kunst am Elbufer, Dresden (26. Oktober bis 24. November 2019)
- 2020: „Jürgen Haufe – Plakate“ – Galerie in der Zentralbibliothek, Dresden (24. Juni bis 23. Oktober 2020)
- 2024: „Jürgen Haufe. Retrospektive: Malerei, Grafik, Plakate“ – Malzhaus Kamenz (14. März bis 20. Mai 2024)

## Schriften
- Jürgen Haufe: Zeichen. Plakat, Grafik, Malerei, Fotografie, Performance. Junius Verlag, Dresden 1998 (darin Beiträge von Barbara Bärmich, Mathias Bäumel, Matthias Creutziger und Claus Weidensdorfer).
- Jürgen Haufe: Zeichen – Gegenzeichen. WDS Pertermann, Dresden 1999.
- Jürgen Haufe, Matthias Creutziger: Faszination Jazz. Ausstellungskatalog. König & Bauer, Radebeul 2002 (darin Beiträge von Mathias Bäumel, Bert Noglik, Bernhard Theilmann).